# معزقة

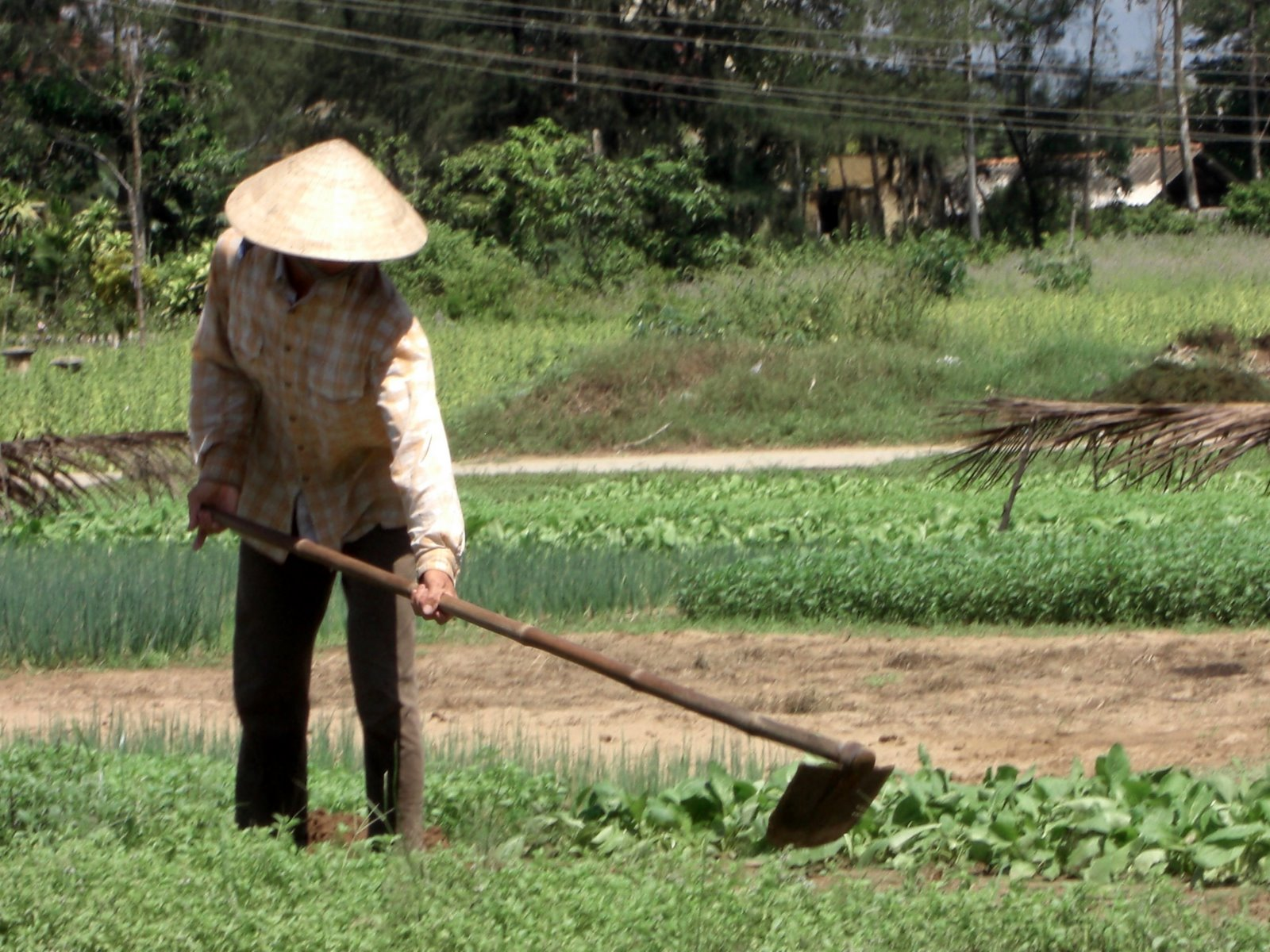
مزارع يستخدم المعزقة في بستانه.

المعزقة أو المِعزَق أو المِنكاش أو المِجرَفة هي أداة زراعية قديمة تستخدم في نقش التربة وتهيئتها ونزع الأعشاب الضارة وتقليب الأماكن التي لا يصل إليها محراث الجرار ، كما يمكن استعمالها لأغراض أخرى كالحفر أو تخليط الإسمنت.
تتكون من رأس مصنوع من الصلب وقبضة خشبية يتواح طولها من 1 إلى 1.2 متر وتختلف أنواعها باختلاف نوع الرأس.

## أنواع

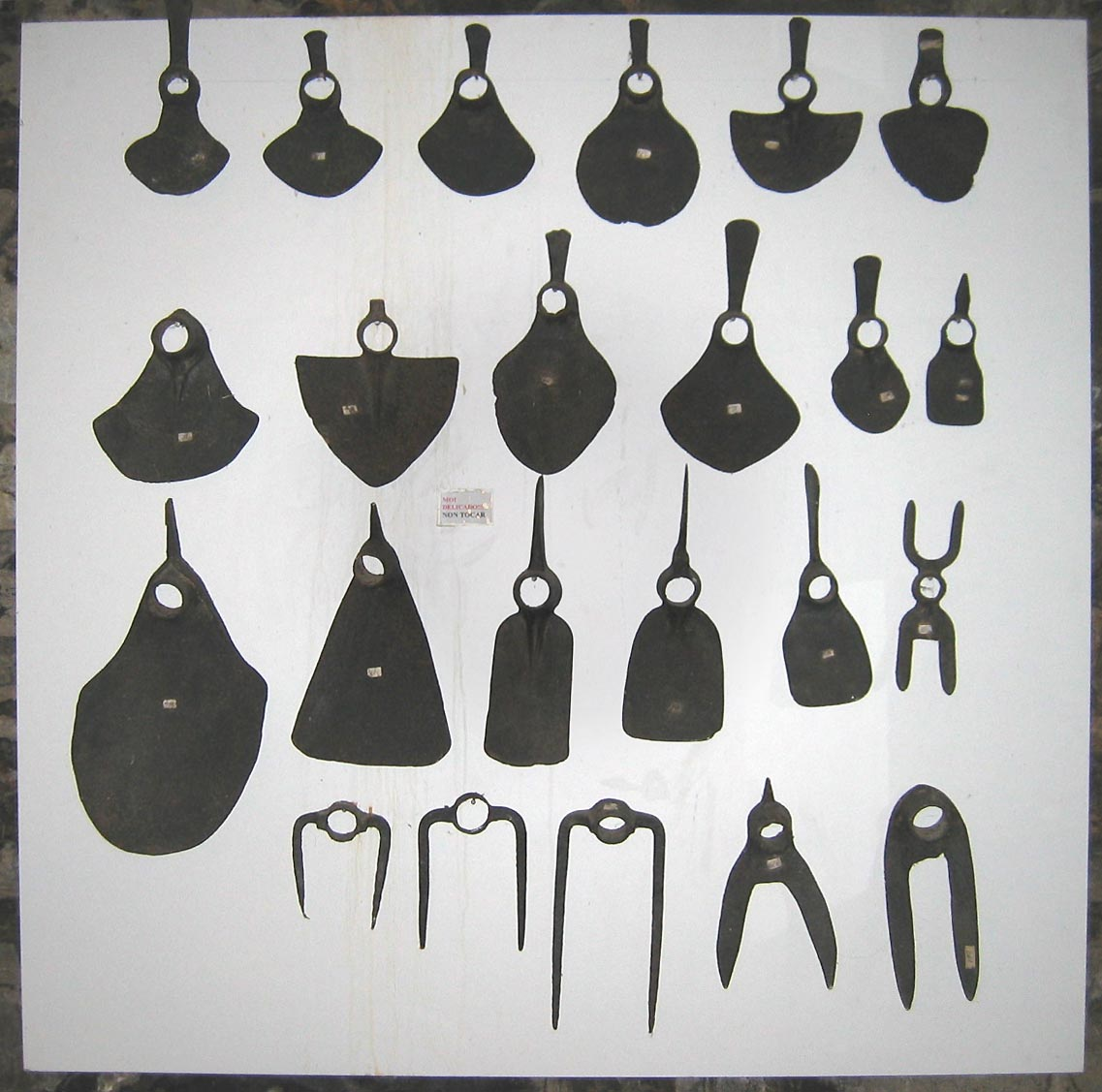
رؤس معازق مختلفة.

توجد العديد من المعازق ذوات أشكال وأغراض استعمال مختلفة، البعض منها يمكن استخدامه لعدة أغراض في حين أن البعض الآخر مصصم لأداء عمل محدد، وتنقسم إلى قسمين رئيسيين حسب استخدامها :

### معازق تهيئة
وتستخدم في تقليب التربة وتهيئتها وحفر الأرض وخلط الاسمنت أحيانا وتتميز برأس ثقيل وعريض ومعقوف يسمح لها بإحداث حفر في الأرض بسهولة.

### معازق مكافحة النباتات الضارة
وتستخدم في عمليات نقش الأرض الخفيفة وقطع الجذور ونزع الأعشاب الضارة.

## تاريخ
تعتبر المعزقة من أقدم الأدوات تاريخيا ويعود تاريخ ظهورها إلى العصر حجري حديث وفي الأساطير السومرية يعود الفضل في ابتكارها إلى إنليل ، كما أن المحارث اليدوية كانت معروفة في الحقبة التي تسبق الحضارة الفرعونية

## معرض الصور

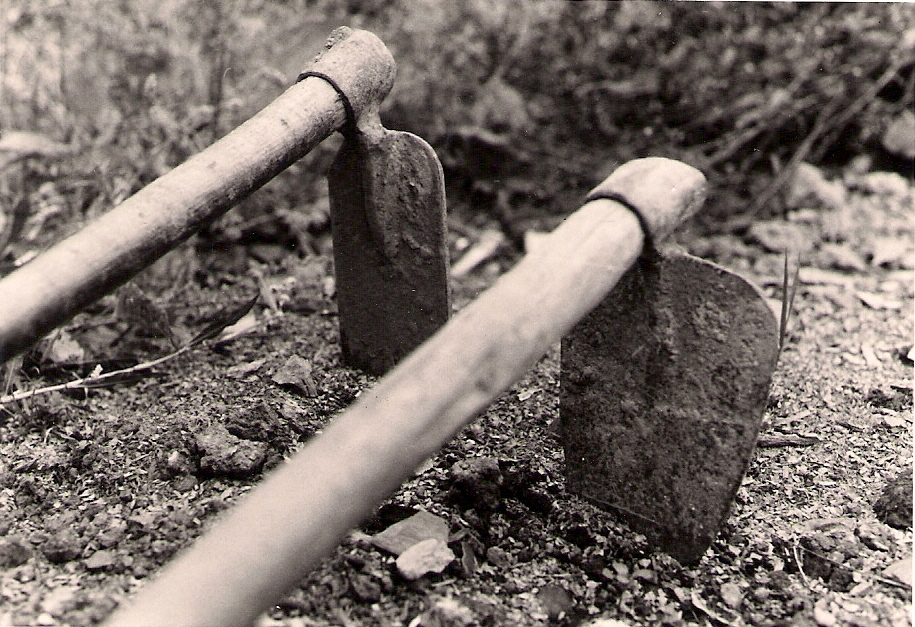
النموذج الأساسي للمعازق.
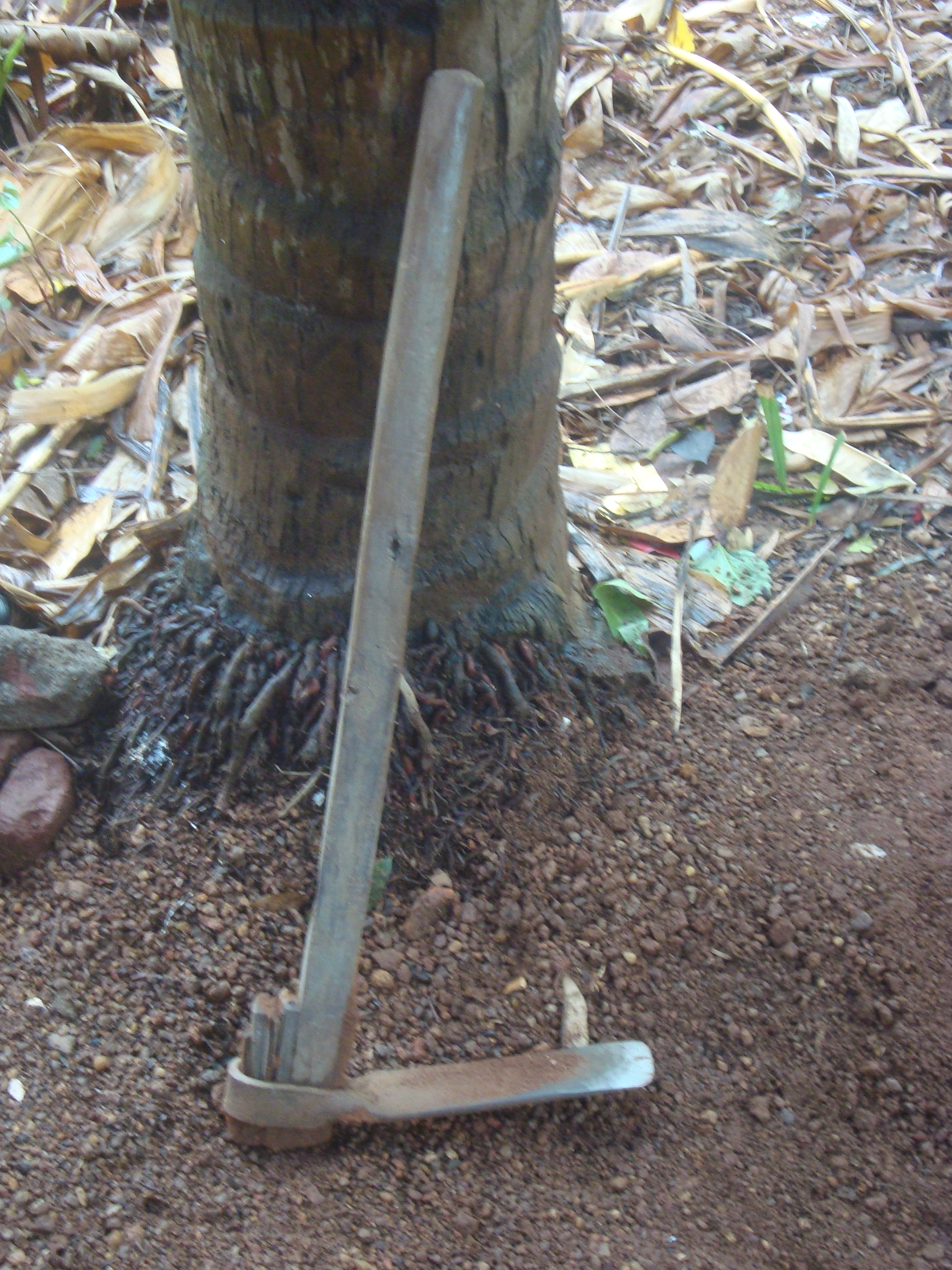
معزقة لحفر الأرض على شكل فأس.
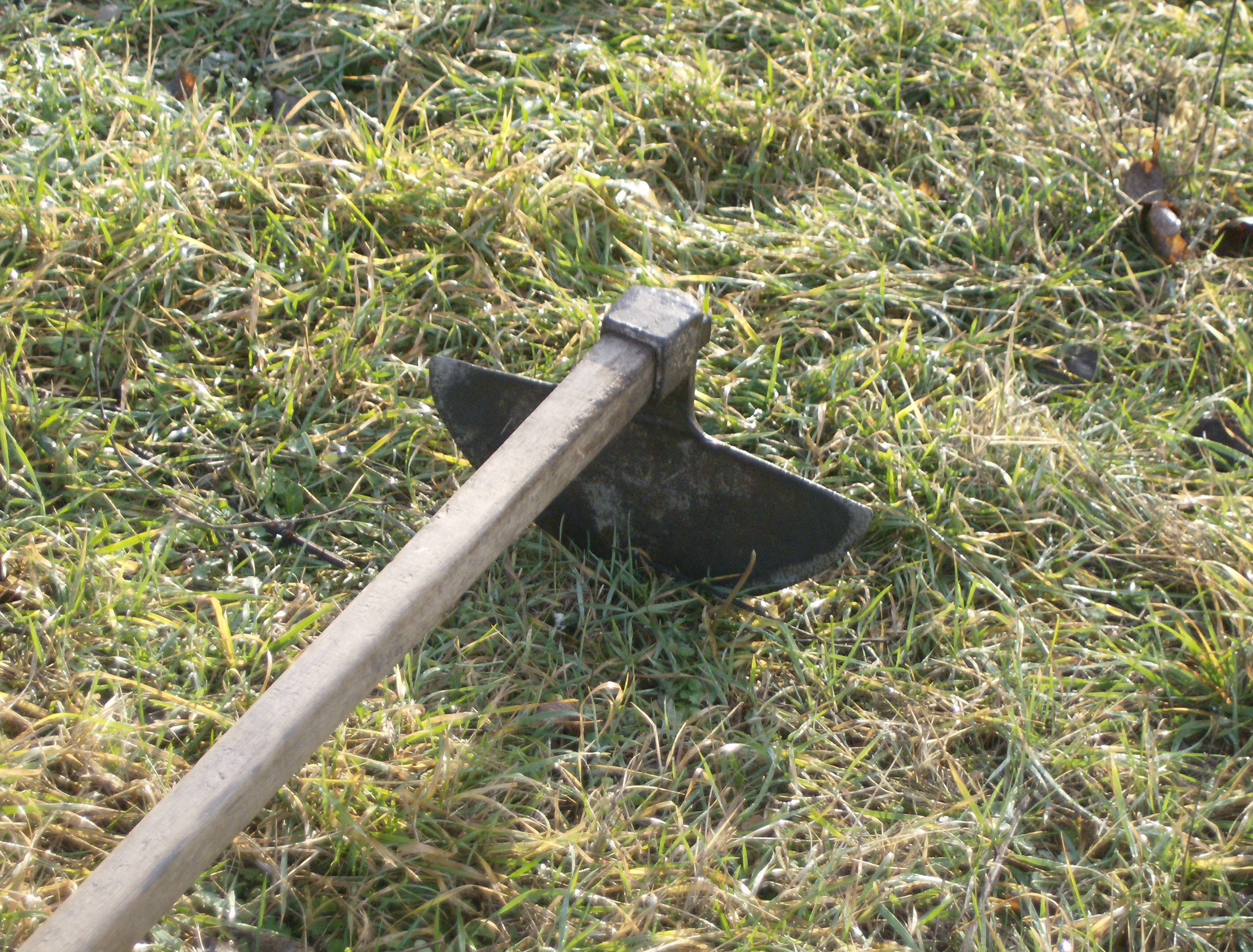
معزقة ذات رأس عريض.
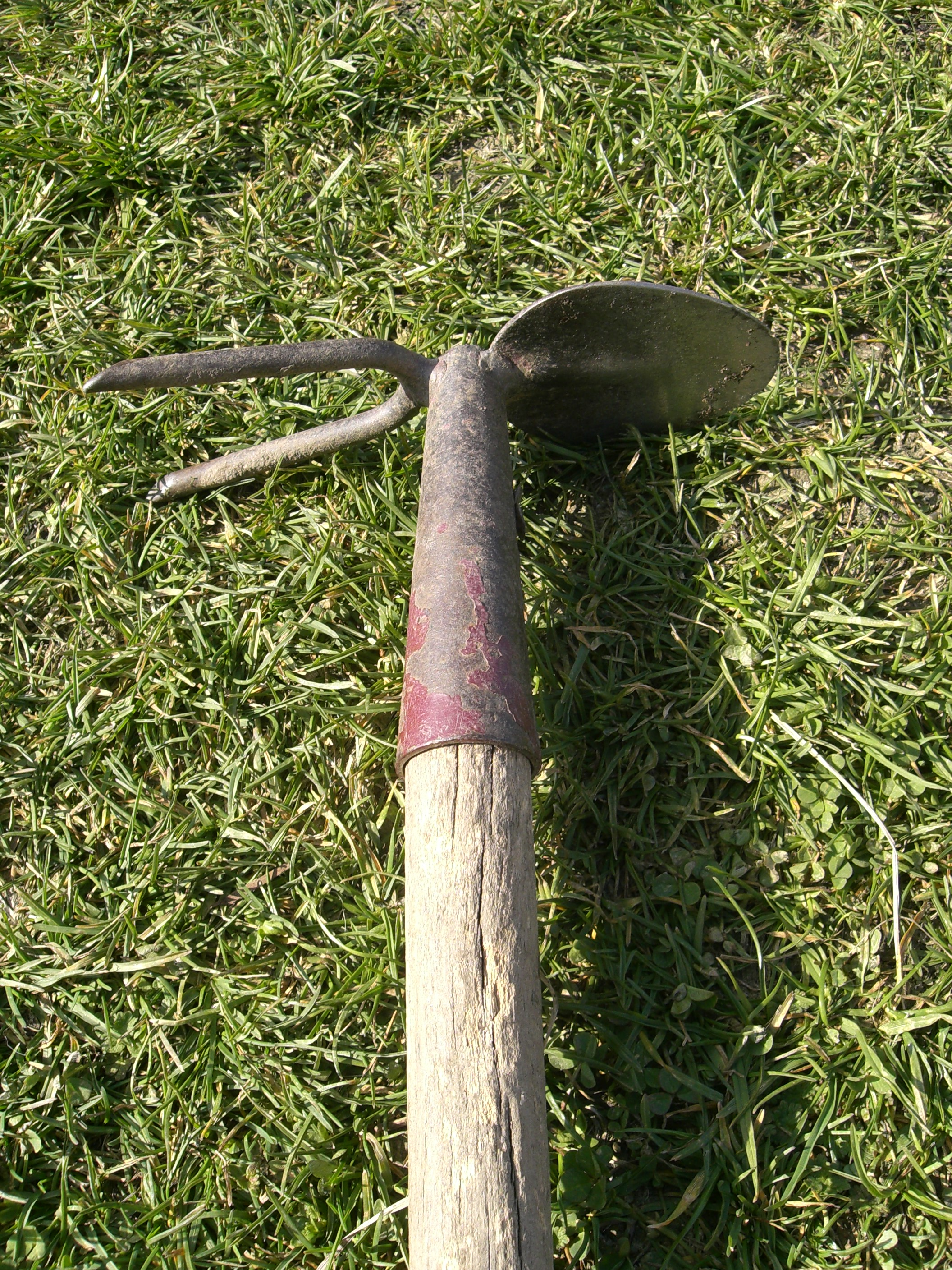
معزقة برأس مزدوج.
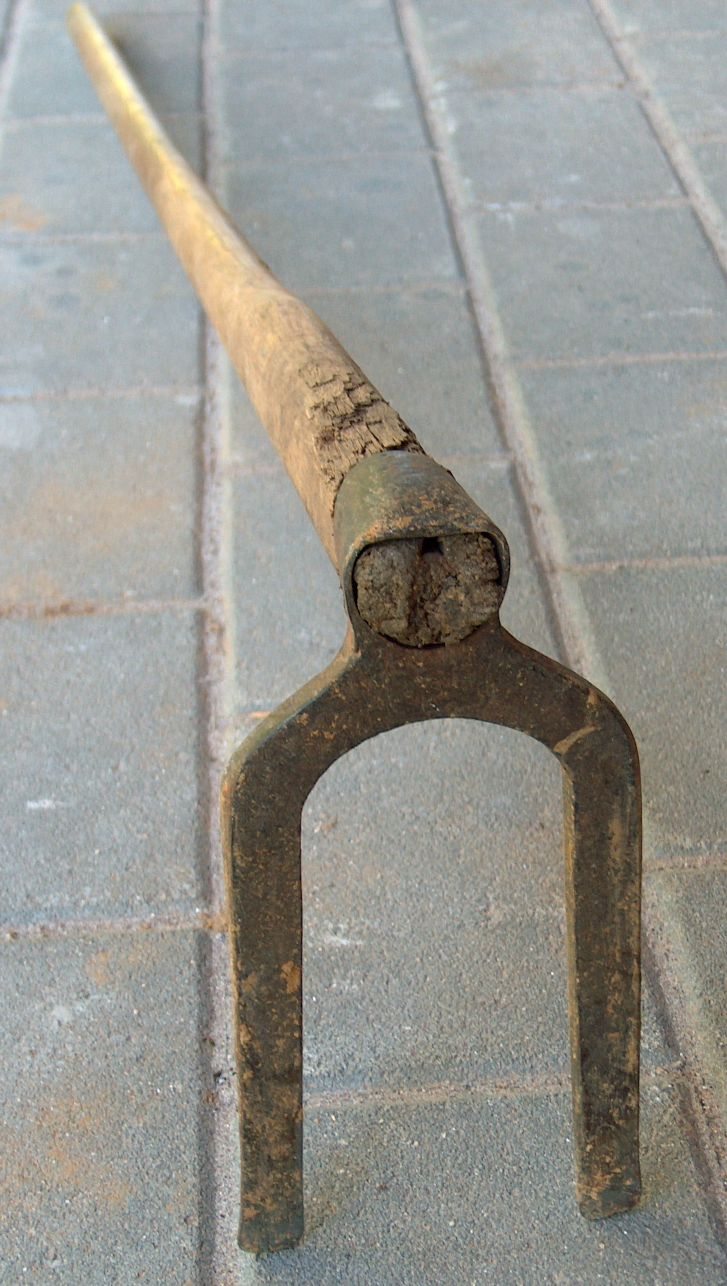
معزقة بسنين.
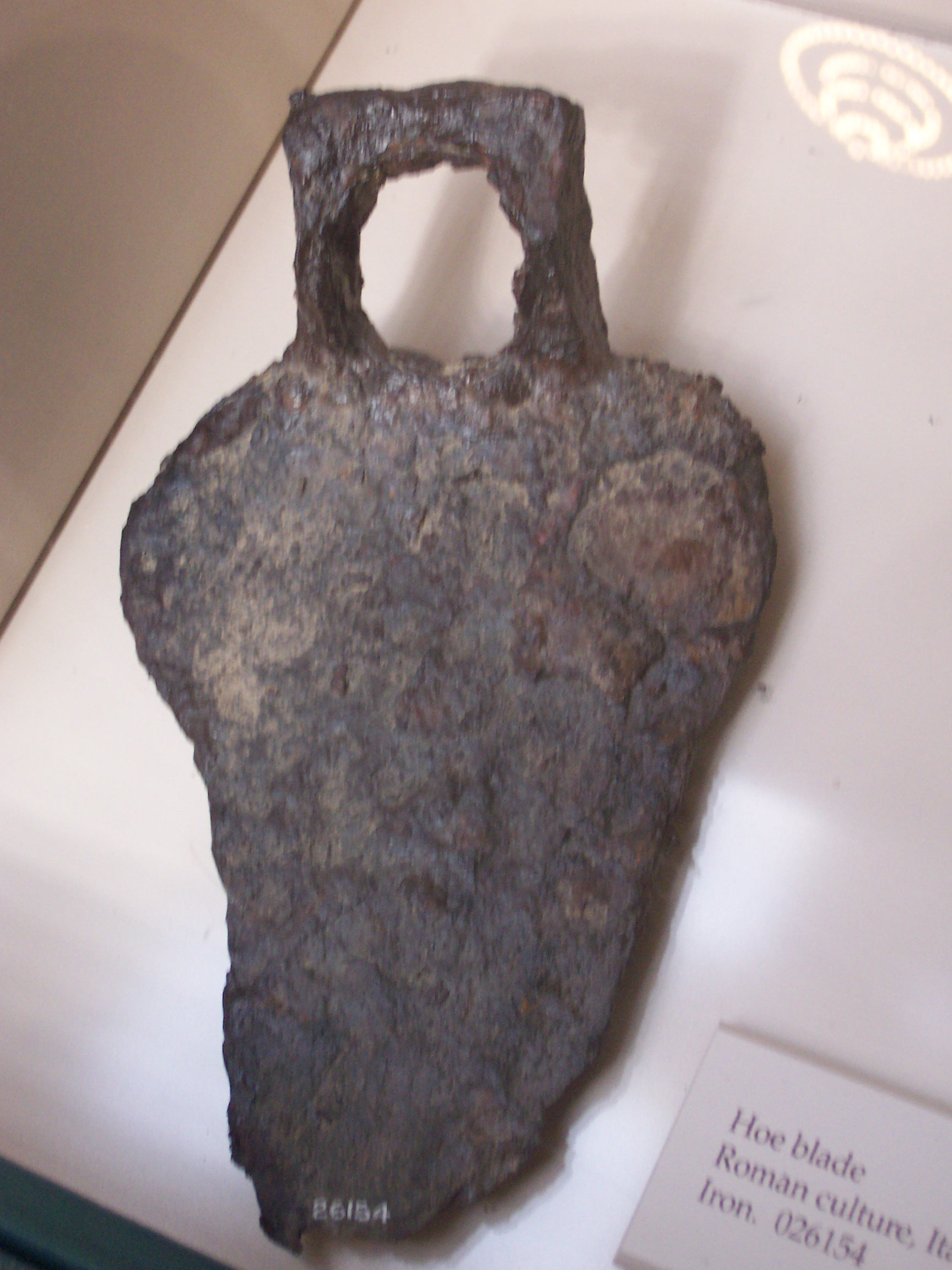
معزقة رومانية قديمة عمرها 2000 سنة.